# Matt Holliday
Matthew Thomas Holliday (Stillwater, 15 de janeiro de 1980) é um jogador americano de beisebol, atualmente free agent. É campista esquerdo.

## Carreira
Em 2007, disparado o melhor ano de sua carreira, Holliday foi o principal responsável por levar o Rockies à Série Mundial. Na temporada regular, jogou 158 partidas e teve os melhores números da carreira em média de rebatidas (.340, liderando a NL), rebatidas (216, liderando da NL), corridas (120, 3º na NL), duplas (50, liderando a NL), home runs (36), RBIs (137, liderando a NL), walks (63), porcentagem em base (.405), SLG (.607, 3º na NL), OPS (1.012, 3º na NL), rebatidas extrabase (92, liderando a NL) e bases totais (386, liderando a NL). Holliday terminou pelo menos no top 6 da Liga Nacional em cada uma dessas categorias, exceto walks. Houve um período durante a temporada em que Holliday chegou a base salvo em 36 jogos seguidos; isto quebrou o recorde do Rockies mantido por Todd Helton e Larry Walker, ambos com 35. Junto com seus impressionantes números ofensivos, Holliday se estabeleceu como um legítimo defensor; ele teve a maior porcentagem de defesa entre todos os campistas esquerdos (.990), cometendo apenas três erros.
Holliday participou de seu segundo Jogo das Estrelas. Também fez parte do Home Run Derby e foi nomeado Jogador do Mês da NL em setembro. Numa difícil escolha do MVP da Liga Nacional, ficou em segundo, atrás do interbases Jimmy Rollins do Philadelphia Phillies. Já na Série de Campeonato, onde o Rockies varreu o Arizona Diamondbacks, Holliday foi nomeado o MVP.